# فلوريان ماير (لاعب كرة قدم نمساوي)
فلوريان ماير (بالألمانية: Florian Maier)‏ هو لاعب كرة قدم نمساوي في مركز الدفاع، ولد في 7 يناير 1992 في Sankt Marien ‏ في النمسا. لعب مع لاسك لينتس.

## وصلات خارجية
- فلوريان ماير (لاعب كرة قدم نمساوي) على موقع قاعدة بيانات كرة القدم.إي يو (الإنجليزية)
- فلوريان ماير (لاعب كرة قدم نمساوي) على موقع Soccerway.com (الإنجليزية)
- فلوريان ماير (لاعب كرة قدم نمساوي) على موقع عالم كرة القدم.نت (الإنجليزية)